# Jarcewo
Jarcewo (niem. Zandersdorf) – wieś w Polsce położona w województwie pomorskim, w powiecie chojnickim, w gminie Chojnice. Połączenie z centrum Chojnic umożliwiają autobusy komunikacji miejskiej (linia nr 2).
Prywatna wieś szlachecka położona była w drugiej połowie XVI wieku w województwie pomorskim. W latach 1975–1998 miejscowość administracyjnie należała do województwa bydgoskiego.

## Zabytki
Według rejestru zabytków NID na listę zabytków wpisany jest zespół dworski, 1 poł. XIX w., po 1920, nr rej.: A/230/1-7 z 10.06.1987:
- dwór z piętrowym ryzalitem
- park
- folwark, po 1920: gorzelnia, kuźnia, rządcówka, 2 obory, stodoła i stajnia[6].